# Euscelidia peteraxi
Euscelidia peteraxi är en tvåvingeart som beskrevs av Dikow 2003. Euscelidia peteraxi ingår i släktet Euscelidia och familjen rovflugor.
Artens utbredningsområde är Namibia. Inga underarter finns listade i Catalogue of Life.